# Proibito rubare
Proibito rubare è un film del 1948, diretto da Luigi Comencini.
Il film è una specie di versione italiana de La città dei ragazzi (1938), ambientato nella Napoli del dopoguerra. Accanto ad un giovane Adolfo Celi (nel ruolo del prete) e alla veterana Tina Pica (la cuoca) si muove un gruppo di ragazzini presi direttamente dalla strada. Tra di essi si segnala Mario Russo ("Peppinello"), l'unico del gruppo al quale negli anni seguenti sarà offerta la possibilità di una qualche ulteriore esperienza davanti alla macchina da presa.

## Trama
Don Pietro Tassinari si reca a Napoli per imbarcarsi alla volta del Kenya dove intende operare come missionario, ma alla stazione del capoluogo campano la sua valigia viene rubata. Il sacerdote, nel tentativo di recuperare il maltolto, viene a contatto con l'impressionante realtà dei quartieri poveri della città, tanto diversa dalla sua Sondrio, e prende a cuore particolarmente la sorte degli scugnizzi, ragazzini senza famiglia e senza regole, che vagano nei quartieri popolari vivendo di espedienti. Don Pietro decide di rimandare la missione in Africa per fondare a Napoli la "Città dei ragazzi", un luogo d'accoglienza per i ragazzini senza casa. All'inizio gli scugnizzi si mostrano molto diffidenti, ma un gruppo decide di alloggiare con il prete soprattutto per poter nascondere degli orologi preziosi rubati per conto di Totonno, un delinquente adulto. La Città dei ragazzi sembra ben avviata, grazie anche all'aiuto spontaneo della saggia cuoca Maddalena, ma le offerte con cui dovrebbe mantenersi sono troppo limitate. Uno degli scugnizzi, Peppinello, decide di vendere un po' per volta gli orologi rubati e di inserire il ricavato nella cassetta delle offerte, in modo che l'iniziativa di don Pietro possa procedere nel migliore dei modi; a mano a mano anche gli altri ragazzini finiscono per affezionarsi al prete e, costretti a scegliere fra restare nella Città dei ragazzi e diventare scagnozzi di Totonno, preferiscono rimanere con don Pietro. Quando si scopre che gli orologi sono stati venduti, don Pietro viene incriminato per furto, ma grazie all'intervento del vescovo - e alla comprensione del proprietario - tutto finisce bene.

## Promozione
Presentato al Locarno international Film Festival del 1948.